# Ann C. Crispin
Ann Carol Crispin (5 de abril de 1950 - 6 de septiembre de 2013) fue una escritora de ciencia ficción estadounidense, autora de veintitrés novelas. Su carrera literaria comenzó en 1983. Escribió varias novelas de Star Trek y creó su propia serie de ciencia ficción original, llamada Starbridge.

## Carrera
Como escritora de novelas "tie-in", se conocía a Crispin por dar contenido a los trasfondos y las vidas emocionales de los personajes que aparecían en pantalla.
Dos de sus novelas de Star Trek (Yesterday's Son y Time for Yesterday) son secuelas directas del episodio de la tercera temporada "All Our Yesterdays", y promenorizaba en el hijo de Spock y Zarabeth. Yesterday's Son fue la primera novela de Star Trek que no era una novelización en aparecer en la lista de best-sellers del New York Times.

## Obras
Trilogía de Han Solo:
- La trampa del paraíso (1997)
- La maniobra Hutt (1997)
- Amanecer rebelde (1998)